# Ernst Feldbauer
Ernst Feldbauer (* 12. Oktober 1886 in Ansbach; † 27. Mai 1946 in Markt Schwaben) war ein deutscher Verwaltungsjurist, Bezirksamtsvorstand in Griesbach und Ministerialbeamter.

## Leben
Ernst Feldbauer war der Sohn eines Bezirkstierarztes, studierte nach dem Abitur am Kaiser-Heinrich-Gymnasium Bamberg an der Ludwig-Maximilians-Universität München (Mitglied im AGV München), der Julius-Maximilians-Universität Würzburg und der Friedrich-Alexander-Universität Erlangen-Nürnberg Rechtswissenschaften und promovierte im Dezember 1911 mit der Dissertation „Zulässigkeit polizeilicher Beschränkungen der Ausübung eines Gewerbebetriebes“ zum Dr. jur. 1912 folgte das Große juristische Staatsexamen mit anschließender Tätigkeit als Akzessist bei der Regierung von Oberbayern, der Regierung von Niederbayern, beim Bezirksamt Ingolstadt und beim Staatsministerium des Äußern, wo er 1915 Assessor wurde. 1919 nahm er als Berater an den Friedensverhandlungen von Versailles teil.
Im April 1920 als Referent in der Landesstelle für Moorwirtschaft in München tätig, wurde er zum 1. Mai 1921 ins Staatsministerium für Unterricht und Kultus versetzt und dort Regierungsrat. 1928 zum Oberregierungsrat befördert, erhielt er am 15. Februar 1929 die Ernennung zum Bezirksamtsvorstand in Griesbach. Bis zu seinem Wechsel zur Regierung von Oberfranken im September 1934 blieb Feldbauer Leiter des Bezirksamtes. Feldbauer beantragte am 24. Juni 1937 die Aufnahme in die NSDAP und wurde rückwirkend zum 1. Mai desselben Jahres aufgenommen (Mitgliedsnummer 4.502.390), er war dort Rechtsberater der NSDAP-Ortsgruppe. Zum 1. November 1937 wurde er Leiter des Gewerbe-, Haushalts- und Reichsverteidigungsreferats im Staatsministerium für Wirtschaft und stieg dort zum Ministerialrat auf. Nach kurzzeitiger Internierung durch die amerikanischen Streitkräfte erteilten diese im November 1945 die Erlaubnis zur Weiterbeschäftigung Feldbauers im Staatsministerium für Wirtschaft. Dort verstarb er im Dienst.